# Bahnhof Straßgräbchen-Bernsdorf (Oberlausitz)
Der Bahnhof Straßgräbchen-Bernsdorf (Oberlausitz) ist eine Betriebsstelle der Bahnstrecke Lübbenau–Kamenz auf dem Gebiet der Stadt Bernsdorf. Außerdem zweigten von hier die Bahnstrecke Dresden-Klotzsche–Straßgräbchen-Bernsdorf, die von Königsbrück bis hierher seit Ende der 1990er Jahre stillgelegt ist, sowie die ebenfalls stillgelegte Bahnstrecke Straßgräbchen-Bernsdorf–Hoyerswerda ab. Der Schienenpersonennahverkehr auf den Strecken in Richtung Königsbrück, Kamenz und Hohenbocka wurde von der Landesverkehrsgesellschaft Sachsen zum Fahrplanwechsel 1998 abbestellt. Dagegen findet weiterhin umfangreicher Güterverkehr statt, für den im Bahnhof ausgedehnte Gleisanlagen vorgehalten werden. Der Bahnhof besitzt für den Güterverkehr noch mehrere Privatanschlüsse, unter anderem an einen Steinbruch in Oßling.

## Geschichte

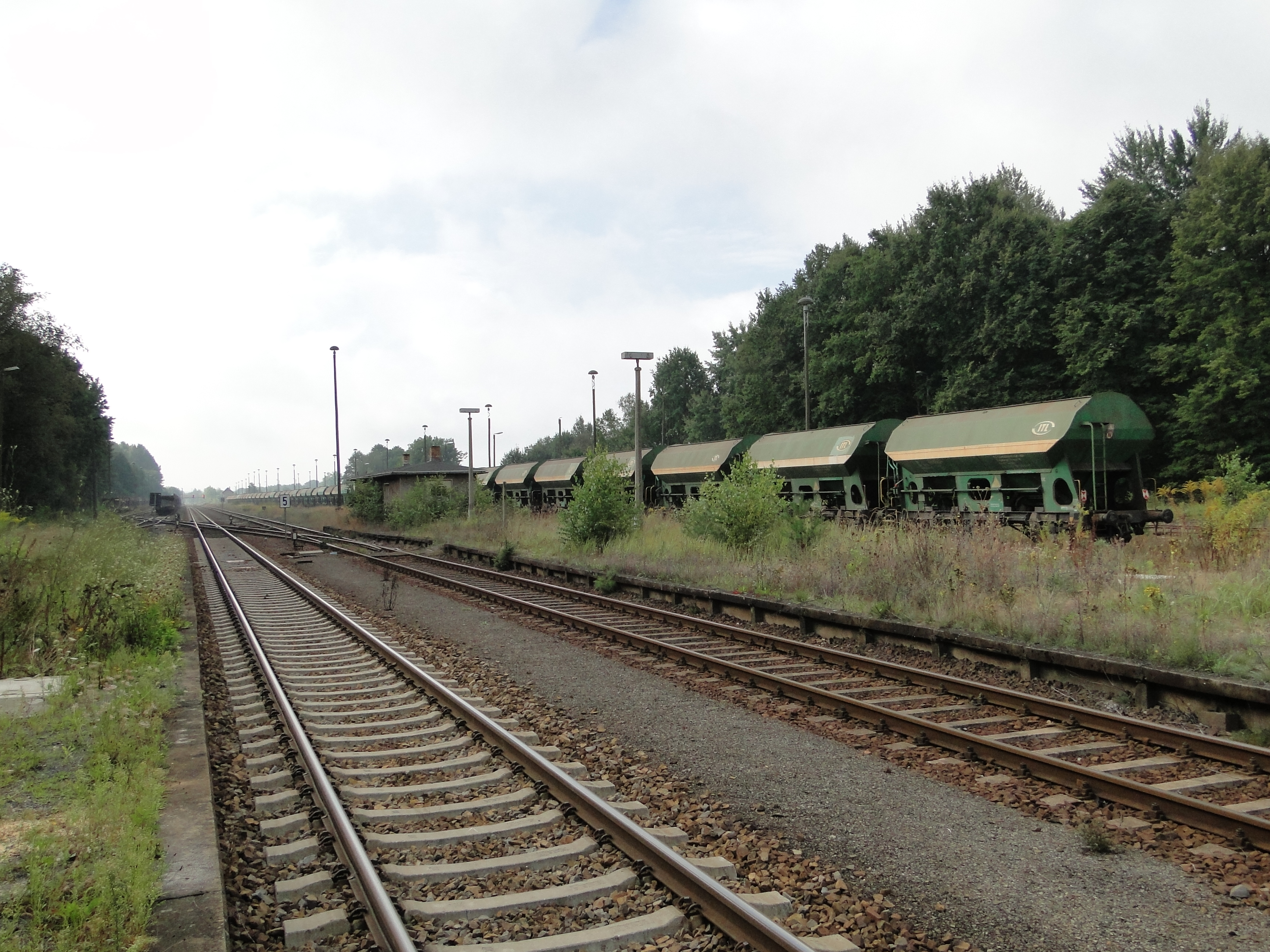
Gütergleisanlagen im Bahnhof Straßgräbchen-Bernsdorf

Der Bahnhof Straßgräbchen-Bernsdorf entstand 1874 mit der Eröffnung der Bahnstrecke Lübbenau–Kamenz. Zur Bahneröffnung waren die Gleisanlagen und Hochbauten noch recht bescheiden; lediglich drei Haupt- und vier Nebengleise waren in dem Bahnhof vorhanden. Über die Namensgebung des Bahnhofes, der damals an der Landesgrenze von Sachsen und Preußen lag, gab es einen langen Streit. Der Bahnhof lag zwar auf der Flur von Straßgräbchen, wurde aber von der preußischen Seite im Güter- und Personenverkehr am meisten genutzt. Erst 1927 erfolgte die Einigung auf den Namen Straßgräbchen-Bernsdorf. Zuwachs erhielt der Bahnhof durch die Verlängerung der Bahnstrecke Dresden-Klotzsche–Schwepnitz am 17. Dezember 1934 bis Straßgräbchen-Bernsdorf und durch die Eröffnung der Zeißholzbahn nach Hoyerswerda um 1911. Außerdem hatte der Bahnhof damals schon einen Anschluss zu einem Steinbruch bei der Ausfahrt Richtung Kamenz und zu Anschlüssen in Bernsdorf.
Die Gleisanlagen mussten 1913 und 1927 erweitert und umgebaut werden. Beim Umbau 1913 wurde der damals bestehende dreigleisige Bahnübergang Richtung Kamenz durch eine Unterführung ersetzt. Über die erste Unterführung lief das Gleis zu dem Steinbruch nach Weißig, die zweite war das Gleis nach Kamenz und die dritte das nach Königsbrück. Seine größte Dimension erhielt der Bahnhof 1927. Dabei entstand das heute noch vorhandene Empfangsgebäude und die beiden Stellwerke B1 sowie W2. Weitere nennenswerte Hochbauten waren ein Güterschuppen, Wohnhäuser und verschiedene kleinere Gebäude. Der Bahnhof hat trotz dieser Ausmaße und der großen Rangierleistungen nie einen Lokschuppen erhalten. Die geringe Nähe zu Kamenz, Hoyerswerda, Königsbrück und Senftenberg machten diese Investition überflüssig.

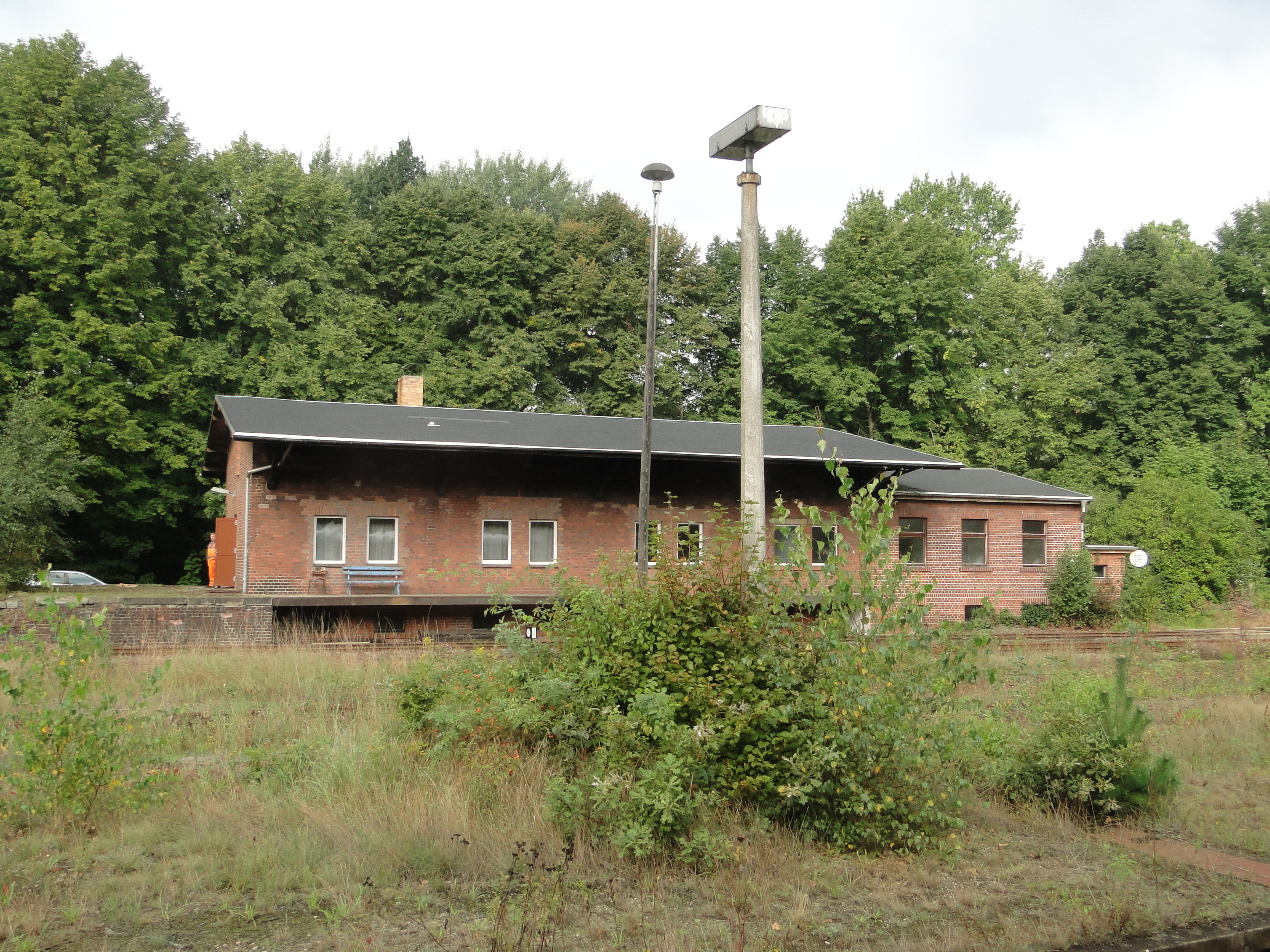
Güterschuppen im Bahnhof Straßgräbchen-Bernsdorf

Bis 1934 war der Bahnhof vorrangig Güterumschlagplatz, danach gab es vorherrschend militärische Aufgaben zu erledigen. Im selben Jahr erhielt der Bahnhof einen Kleinlokschuppen und wahrscheinlich eine Kleinlokomotive für den Bahnhofsverschub zugewiesen. Der Truppenübungsplatz bei Königsbrück brachte dem Bahnhof viel Verkehr. Um 1934 wurde das Empfangsgebäude äußerlich umgebaut. Im Zweiten Weltkrieg führten sämtlich Truppenbewegungen an die Ostfront über Straßgräbchen-Bernsdorf. 1945 gab es einige Zerstörungen im Bereich des Bahnhofsgeländes. So brannte das Bahnhofsgebäude völlig aus und eine Straßenbrücke über die Gleisanlagen parallel zur B 97 wurde von der Wehrmacht gesprengt. 1947 wurde außerdem ein 500 m langes Bahnhofsgleis zu Reparationszwecken demontiert. Das Bahnhofsgebäude wurde bis 1952 wieder aufgebaut.
Um 1970 entstand in Oßling das Splitt- und Schotterwerk, das noch heute betrieben wird. 1975 wurde der Anschluss zum Eisenwerk in Bernsdorf eingestellt. In den 1980er Jahren wurde die Stellwerkstechnik auf die heutige Lichtsignalsteuerung umgebaut. Viele Bahnübergänge wurden auf Halbschrankentechnik umgestellt. Auf der Zeißholzbahn wurde um 1990 der Betrieb eingestellt, um 2000 auf der Linie nach Königsbrück. Seit 1998 besteht zwischen Kamenz und Straßgräbchen-Bernsdorf nur noch Güterverkehr. Das hat zu einer bedeutenden Verringerung der benötigten Bahnanlagen geführt, Bahnhofsgleise wurden bisher jedoch nicht abgebaut.

## Bahnsteige

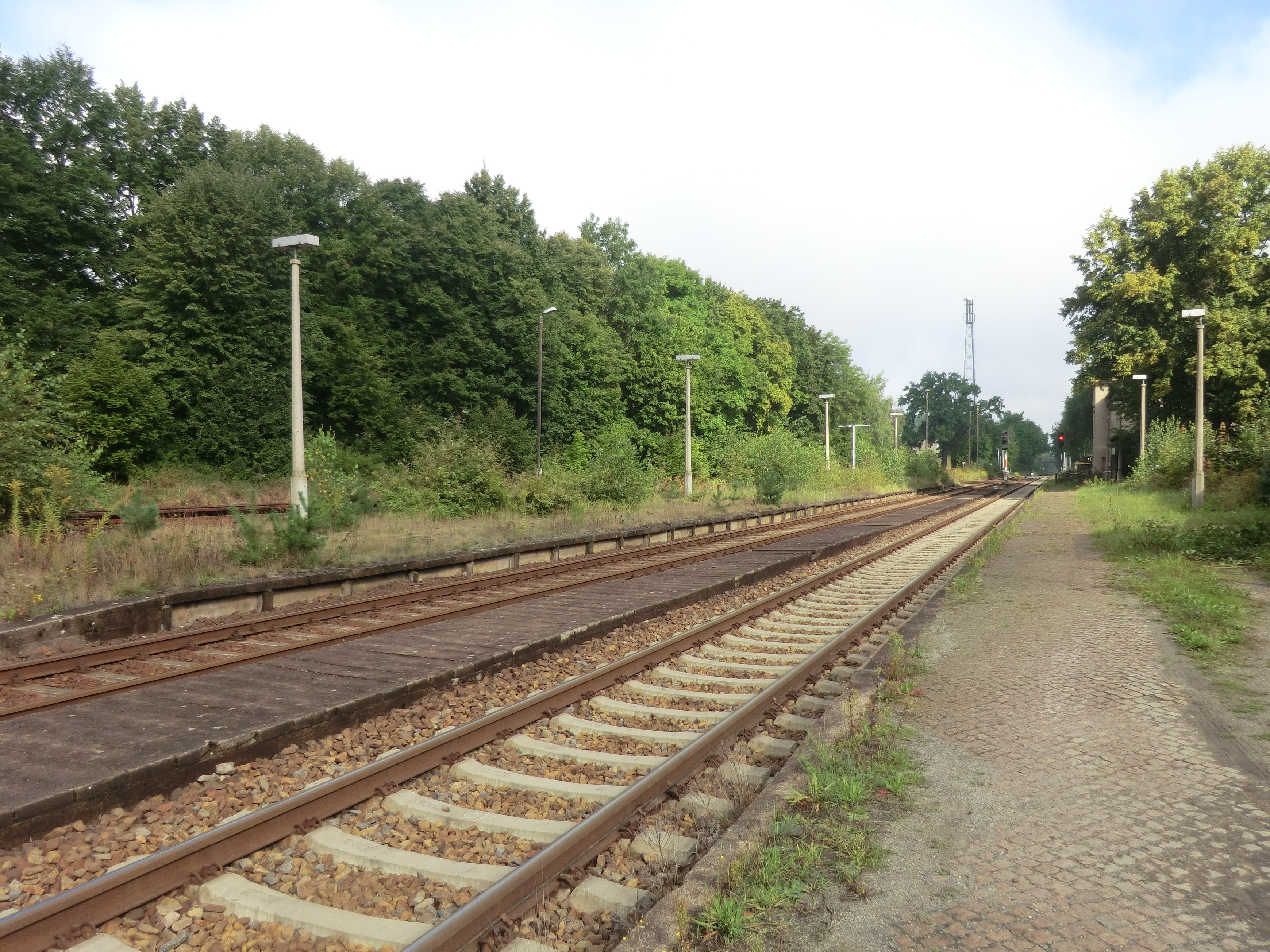
Ansicht der Bahnsteige im Bahnhof Straßgräbchen-Bernsdorf

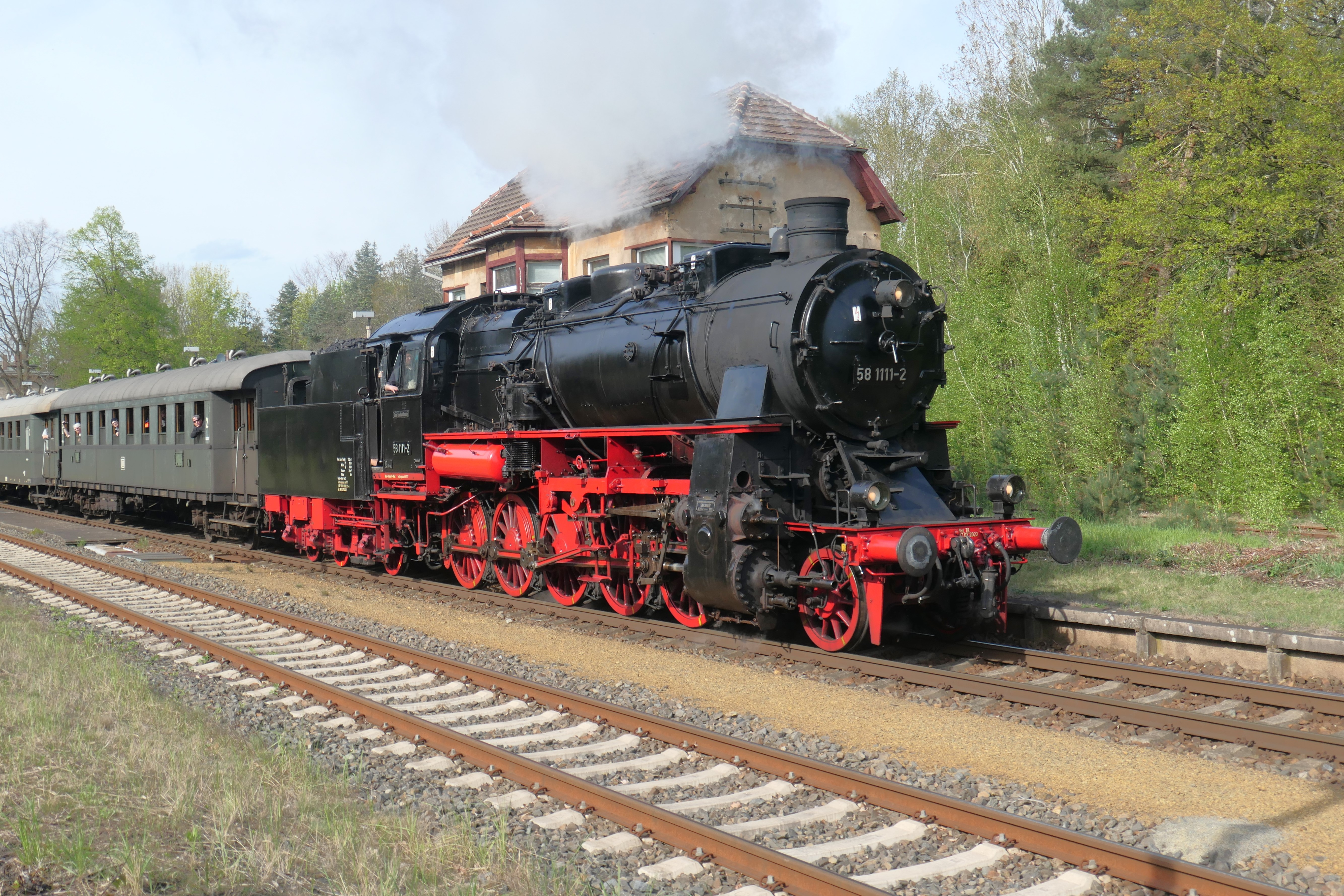
Sonderfahrt während des Dresdner Dampfloktreffen 2024 vor dem Stellwerk B1

Der Bahnhof besitzt zwei Bahnsteige, den 230 m langen Hausbahnsteig neben dem Empfangsgebäude und einen 175 m langen Inselbahnsteig zwischen den Gleisen daneben. Zwischen beiden Bahnsteigen gab es eine ebenerdige Verbindung über die Gleise. Das dritte Bahnsteiggleis auf der Westseite des Inselbahnsteiges ist nicht mehr vorhanden.
Heute gibt es im Bahnhof Straßgräbchen-Bernsdorf keinen regelmäßigen Personenverkehr mehr bzw. nur an Wochenenden in den Sommerferien den Seenlandexpress zwischen Dresden über Kamenz nach Senftenberg. Geblieben sind nicht abgebaute Teile wie die Beleuchtung, Wirtschaftsgebäude, oder der ehemalige Abort.

## Verkehr

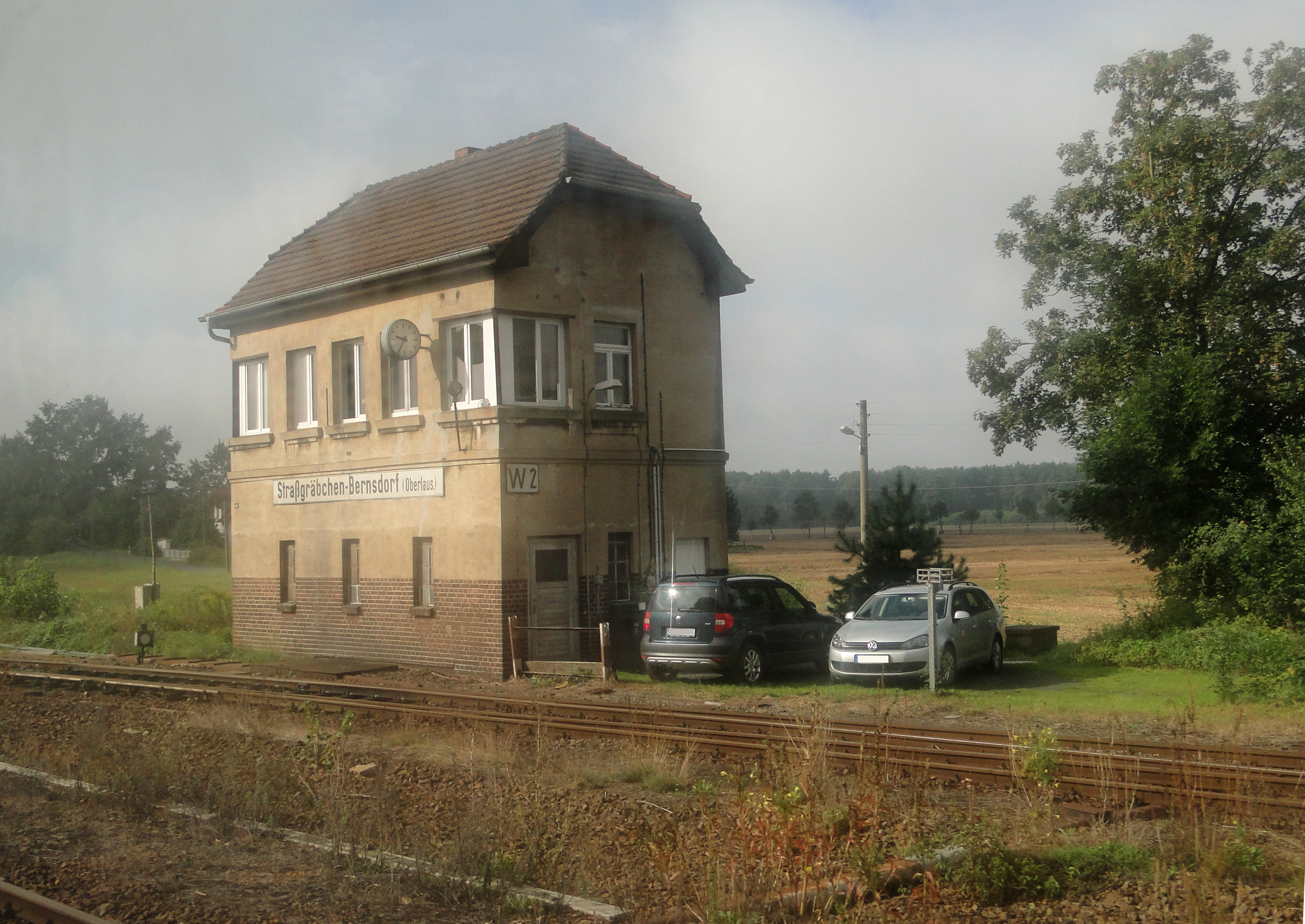
Stellwerk W2 im Bahnhof Straßgräbchen-Bernsdorf

Der Güterverkehr war in Straßgräbchen-Bernsdorf schon immer dominierende gewesen, vorwiegend kamen Kohle, Holz, Baustoffe, Glaserzeugnisse, Zinkweiß und viel Stückgüter über die Bahn. Die Brikettfabrik in Zeißholz war anfangs ein Großabnehmer von Rohbraunkohle aus Preußen und lieferte fertige Briketts mit der Bahn ab. Bis 1992 wurden hier Züge hin- und abgefahren. Die Schotter- und Splitwerke Oßling stellten in der Zeit bis 1989 den Hauptanteil der Beförderungsleistungen. In Spitzenzeiten verließen hier sechs Schotterzüge mit einer Last von 2000 t den Bahnhof. Die Produktion besteht zwar heute noch, nur wurde der Transport vielfach auf die Straße verlagert, so dass heute nur noch einige Schotterzüge den Bahnhof verlassen. Außerdem wird heute noch ein Tanklager in Cunnersdorf von der Eisenbahn bedient. Auf der Bahnstrecke Dresden-Klotzsche–Straßgräbchen-Bernsdorf war es besonders der Militärverkehr, der bis 1989 ein wichtiges Standbein des Bahnhofes war, obwohl seine Abwicklung nur sporadisch erfolgte.
Demgegenüber war der Reiseverkehr eher von geringer Bedeutung. Es waren vorwiegend regionale Züge, die die Trassen durch Straßgräbchen-Bernsdorf außer der Zeißholzbahn nutzten. Zwar kam es gelegentlich herausragende Leistungen wie Zugverkehr mit den VT 18.16, jedoch in der Regel Umleiterverkehr Eilzuges bei Nichtverfügbarkeit der Bahnstrecke Bautzen–Hoyerswerda. Regelmäßige Leistungen über Jahre waren hingegen Personenzug zwischen Dresden Hbf und Cottbus über Arnsdorf, Kamenz und Hosena, die hier bis etwa 1989 verkehrten.
1874 verkehrten auf der Bahnstrecke Lübbenau–Kamenz täglich vier Reisezugpaare. 1894 verkehrten auf derselben Strecke ebenfalls vier Zugpaare. Im selben Jahr endeten die Züge auf der Strecke Dresden-Klotzsche–Straßgräbchen-Bernsdorf noch in Königsbrück. 1914 verkehrten auf der Bahnstrecke Lübbenau–Kamenz schon sieben Zugpaare durch den Bahnhof Straßgräbchen-Bernsdorf, in diesem Jahr verkehrten auf der Strecke Klotzsche–Straßgräbchen-Bernsdorf die Züge erst einmal nur bis Schwepnitz.
1935 erreichten acht Züge aus Richtung Königsbrück den Bahnhof, wobei von diesen lediglich fünf die Gesamtstrecke aus Dresden fuhren. 1943 waren es auf dieser Strecke hingegen lediglich fünf Zugpaare, zur gleichen Zeit verkehrten auf der Bahnlinie Lübbenau–Kamenz sechs Züge durch den Bahnhof, von denen zwei nur werkstags verkehrten.
1950/1951 verkehrten fünf Zugpaare. Auf der Strecke Klotzsche–Straßbräbchen-Bernsdorf erreichten 1960 fünf Züge den Bahnhof Straßgräbchen-Bernsdorf, die meisten endeten in Königsbrück.
Zuletzt verkehrten von Dresden kommend sieben Zugpaare über Königsbrück hinaus bis zum Bahnhof Straßgräbchen-Bernsdorf, zwei davon nur werktags. 1998 endete der Reiseverkehr sowohl auf der Strecke Lübbenau–Kamenz zwischen Hosena, Straßgräbchen-Bernsdorf und Kamenz als auch zwischen Königsbrück und Straßgräbchen-Bernsdorf.
Von den früheren 120 bis 130 Zugfahrten wurden 1997 nur noch die Hälfte durchgeführt.